# Emmapark (Baarn)
Het Emmapark is een villapark tussen de spoorlijn Hilversum-Baarn en de Amsterdamsestraatweg in Baarn. Het park is de enige Baarnse bebouwing aan de westzijde van de Amsterdamsestraatweg.
De Rutgers Van Rozenburglaan en Domlaan (later hernoemd naar de van Reenenlaan) werden in 1903 aangelegd in dit vierde Baarnse villapark. Het was de bedoeling om er een nieuwe begraafplaats aan te leggen. De exploitant van het aangrenzende Wilhelminapark, Sweris, voorzag echter waardedaling van zijn park en kocht de grond van het Emmapark op en zette er enkele villa's op. Pas na de Eerste Wereldoorlog kwam de woningbouw op gang. Door protesten is de geplande vijfde wijk in het Roosterbos ten zuiden van het Emmapark niet doorgegaan. Aan de gebogen lanenstelsels staan vrijstaande huizen op grote kavels. De drukke Amsterdamsestraatweg werd nadien als harde bebouwingsgrens gezien. In het spoorravijn langs de Van Reenenlaan staat een waterpompstation uit ongeveer 1896. 